# Châtel-Gérard
Châtel-Gérard är en kommun i departementet Yonne i regionen Bourgogne-Franche-Comté i norra Frankrike. Kommunen ligger i kantonen Noyers som tillhör arrondissementet Avallon. År 2022 hade Châtel-Gérard 199 invånare.

## Befolkningsutveckling
Antalet invånare i kommunen Châtel-Gérard
| Referens: INSEE |